# Глациогенен релеф
Глациогенен (от латинската дума glacies – ледник) е релеф, оформен от ледници. Глетчерният лед тече под собствената си тежест. Скоростта на това движение за едно денонощие варира от 20 см в Алпите и Скандинавските планини до 2 – 3 м в Хималаите. Така ледниците деформират земната повърхност, като я изстъргват, рушат и преудълбават. Чрез камъните, които влачат със себе си, се постига още по-голям ефект. Този процес се нарича екзарация. В същото време те натрупват акумулирания материал (наричан най-общо морени) под формата на различни валове, хълмове и хребети, което представлява друга група глациогенни форми. Комбинираното въздействие на ледник и река създава третата група релефни форми.
Повечето съвременни ледникови форми са останали от последното (плейстоценското) заледяване, приключило преди 10 – 12 хиляди години. Тогава една трета от планетата е била покрита с лед – широка ивица в северните части на Европа, Азия и Америка, както и в планините на всички континенти.

## Екзарационни ледникови форми
Ледниковите белези не са същински форми на релефа, тъй като са твърде малки. Това са драскотините, оставени от ледника върху големите дънни и странични скали, които не е могъл да повлече със себе си. Те са успоредни, с дължина до няколко метра.
Скални (овчи) гърбици се наричат издължените заоблени форми, които ледникът оформя по дъното върху скалната основа. Между тях се наблюдават и малки вдлъбнатини, наречени екзарационни вани.
Циркусите (наричани още кари) са големи вдлъбнатини със стръмни страни, приличащи на чаши. В тях са останали ледникови езера, които често са много дълбоки. Скалистите върхове с остри зъбери между тях се наричат карлинги. Много върхове в Рила и Пирин, както и в Алпите и другите младонагънати планини са карлинги.
Долина, преудълбана от ледник чрез екзарация, се нарича трог или висяща долина. Има U-образна форма, подобна на корито (каквото означава думата трог на немски език). Тя има неравно дъно и стръмен край, където често падат водопади. Страните ѝ са отвесни, надрани от ледника и върху тях личи докъде е достигал.

## Акумулативни ледникови форми

### Морени
Всичко, което ледникът разрушава, повлича със себе си и може да пренесе на голямо разстояние. В зоната на топене материалът се освобождава и се натрупва (акумулира) във вид на морени. Най-ниският район, където е достигал ледникът, е отбелязан от т.нар. челна морена (или още ледникова яка). Там, където са се срещали два ледника, остава средна морена, а по края – странична морена. Съществуват и вътрешни морени, образувани от скалните късове, които са останали на мястото на ледника след отдръпването му.

### Дръмлин
Дръмлините са неголеми хълмове (макар че могат да надхвърлят 40 м височина и 2 км дължина) с издължена форма, образувани от хаотично натрупан материал под някогашния ледник. Днес са останали цели дръмлинови полета.

### Кам
Кам се нарича малко хълмче от пясък и чакъл, образувало се в дупка в ледника. В нея вятърът и повърхностните потоци нанасят инертен материал, който впоследствие остава като конично образувание, високо няколко метра.

## Флувиоглациални форми
Подледниковите реки и потоците течащи по повърхността размиват скалните примеси и ги отнасят в края на ледника. Там ги натрупват под формата на зандрови полета. В други случаи образуват дълги валове с плосък връх, които могат да се вият в продължение на десетки километри. Наричат се ескери или ози и се срещат в Скандинавия, Естония, Русия и Канада. Съществуват и лимноглациални образувания (в ледниковите езера), но те са слабо изразени.